# ...Róże miłości najchętniej przyjmują się na grobach
...Róże miłości najchętniej przyjmują się na grobach – piąty album studyjny thrashmetalowego zespołu Kat wydany w 1996 roku. Album jest bardzo zróżnicowany stylistycznie. Znajdują się na nim zarówno utwory utrzymane w mocno thrashowej stylistyce, jak i mroczne, ciężkie utwory utrzymane w wolnym tempie, zdradzające wczesne muzyczne fascynacje zespołu (Black Sabbath). Nagrań dokonano w studiu Izabelin pod Warszawą w 1996 roku. Większość kompozycji z tej płyty weszła na stałe do repertuaru koncertowego Kata, a później zespołu Kat & Roman Kostrzewski.
23 września 2016 roku nakładem wytwórni muzycznej Metal Mind Productions ukazała się reedycja nagrań. Wznowienie dotarło do 24. miejsca polskiej listy przebojów – OLiS.

## Lista utworów
Opracowano na podstawie materiału źródłowego.
| Nr | Tytuł utworu                  | Słowa       | Muzyka                            | Długość |
| -- | ----------------------------- | ----------- | --------------------------------- | ------- |
| 1. | „Odi Profanum Vulgus”         | Kostrzewski | Kostrzewski, Loth, Oset, Regulski | 4:52    |
| 2. | „Purpurowe gody”              | Kostrzewski | Kostrzewski, Loth, Oset, Regulski | 5:26    |
| 3. | „Płaszcz skrytobójcy”         | Kostrzewski | Kostrzewski, Loth, Oset, Regulski | 6:22    |
| 4. | „Stworzyłem piękną rzecz”     | Kostrzewski | Kostrzewski, Loth, Oset, Regulski | 5:44    |
| 5. | „Słodki krem”                 | Kostrzewski | Kostrzewski, Luczyk               | 6:46    |
| 6. | „Wierzę”                      | Kostrzewski | Kostrzewski, Loth, Oset, Regulski | 10:06   |
| 7. | „Strzeż się plucia pod wiatr” | Kostrzewski | Kostrzewski, Loth, Oset, Regulski | 6:42    |
| 8. | „Szmaragd bazyliszka”         |             | KAT                               | 9:22    |
|    |                               |             |                                   | 55:20   |

## Twórcy
Opracowano na podstawie materiału źródłowego.

### Kat
- Roman Kostrzewski – wokal, instr. klawiszowe
- Piotr Luczyk – gitara
- Jacek Regulski – gitara
- Krzysztof Oset – gitara basowa
- Ireneusz Loth – perkusja

### Gościnnie
- Piotr Pruszkowski – wokal (utwór nr 8)
- Jarosław Pruszkowski – gitara (utwór nr 6)

### Produkcja
- Produkcja muzyczna – Jarosław Pruszkowski i Kat
- Miksowanie – Jarosław Pruszkowski
- Mastering – Julita Emanuiłow i Jarosław Pruszkowski
- Okładka – Jerzy Kurczak
- Pomysł okładki – Roman Kostrzewski
- Projekt logo – Piotr Luczyk

## Informacje dodatkowe
- Tekst utworu Płaszcz skrytobójcy zaczerpnięty jest z poezji polskiego modernisty Tadeusza Micińskiego.
- W utworze Stworzyłem piękną rzecz pojawia się riff przewodni hardrockowego standardu Smoke on the Water z repertuaru Deep Purple grany na grzebieniu.
- Pod koniec utworu Strzeż się plucia pod wiatr pojawia się riff z utworu Some Heads Are Gonna Roll z repertuaru Judas Priest.
- Tytuł płyty („Róże miłości…”) jest cytatem zaczerpniętym z dzieła Stefana Grabińskiego „Przypadek” pochodzącego ze zbioru opowiadań „Namiętności” z 1930 roku.